# Maria di Borgogna (1393-1463)
Maria di Borgogna (1393 – Monreberg, 30 ottobre 1463) fu una principessa borgognona e duchessa consorte di Kleve.
Era figlia del duca Giovanni di Borgogna e di Margherita di Baviera.

## Biografia
Venne data in moglie ad Adolfo I di Kleve, che sposò ad Arras il 22 luglio 1406.
Diede al marito i seguenti figli:
- Margherita (23 febbraio 1416 - 20 maggio 1444) sposò in prime nozze Guglielmo III di Baviera l'11 maggio 1433; ed in seconde nozze Ulrico V di Württemberg il 29 gennaio 1441;
- Caterina (25 maggio 1417 - 10 febbraio 1479) sposò Arnoldo, duca di Gheldria il 23 luglio 1423;
- Giovanni I (1419 - 1481), succeduto nel titolo di duca di Kleve;
- Elisabetta (1420 - 1488) sposò il 15 luglio 1434 Enrico XXVI di Schwarzburg-Blankenburg (1418 - 1488);
- Agnese (1422 - 1446) sposò Carlo IV re di Navarra, il 30 settembre 1439 ad Olite;
- Elena (1423 - 1471) sposò il 12 febbraio 1436 Enrico "il Pacifico", duca di Brunswick-Lüneburg (c.1411 - 1473);
- Adolfo (1425 - 1492) sposò il 13 maggio 1453 Beatrice del Portogallo (1435 - 1462), figlia dell'infante Pietro d'Aviz;
- Maria (1426 - 1487) sposò Carlo d'Orléans e divennero i genitori di  Luigi XII, re di Francia.

## Ascendenza
|                              |                    |                            | Genitori                         |  |  | Nonni |  |  | Bisnonni               |  |  | Trisnonni             |  |
|                              |                    |                            |                                  |  |  |       |  |  | Giovanni II di Francia |  |  | Filippo VI di Francia |  |
|                              |                    |                            |                                  |  |  |       |  |  | Giovanni II di Francia |  |  | Filippo VI di Francia |  |
|                              |                    | Giovanna di Borgogna       |                                  |  |  |       |  |  | Giovanni II di Francia |  |  |                       |  |
| Filippo II di Borgogna       |                    |                            |                                  |  |  |       |  |  | Giovanni II di Francia |  |  |                       |  |
|                              |                    | Bona di Lussemburgo        | Giovanni I di Lussemburgo        |  |  |       |  |  |                        |  |  |                       |  |
|                              |                    | Bona di Lussemburgo        | Giovanni I di Lussemburgo        |  |  |       |  |  |                        |  |  |                       |  |
|                              |                    | Bona di Lussemburgo        | Elisabetta di Boemia             |  |  |       |  |  |                        |  |  |                       |  |
| Giovanni di Borgogna         |                    | Bona di Lussemburgo        |                                  |  |  |       |  |  |                        |  |  |                       |  |
|                              |                    | Luigi II di Fiandra        | Luigi I di Fiandra               |  |  |       |  |  |                        |  |  |                       |  |
|                              |                    | Luigi II di Fiandra        | Luigi I di Fiandra               |  |  |       |  |  |                        |  |  |                       |  |
|                              |                    | Luigi II di Fiandra        | Margherita I di Borgogna         |  |  |       |  |  |                        |  |  |                       |  |
| Margherita III delle Fiandre |                    | Luigi II di Fiandra        |                                  |  |  |       |  |  |                        |  |  |                       |  |
|                              |                    | Margherita di Brabante     | Giovanni III di Brabante         |  |  |       |  |  |                        |  |  |                       |  |
|                              |                    | Margherita di Brabante     | Giovanni III di Brabante         |  |  |       |  |  |                        |  |  |                       |  |
|                              |                    | Margherita di Brabante     | Maria d'Évreux                   |  |  |       |  |  |                        |  |  |                       |  |
| Maria di Borgogna            |                    | Margherita di Brabante     |                                  |  |  |       |  |  |                        |  |  |                       |  |
|                              | Ludovico il Bavaro | Ludovico II del Palatinato |                                  |  |  |       |  |  |                        |  |  |                       |  |
|                              | Ludovico il Bavaro | Ludovico II del Palatinato |                                  |  |  |       |  |  |                        |  |  |                       |  |
|                              | Ludovico il Bavaro | Matilde d'Asburgo          |                                  |  |  |       |  |  |                        |  |  |                       |  |
| Alberto I di Baviera         | Ludovico il Bavaro |                            |                                  |  |  |       |  |  |                        |  |  |                       |  |
|                              |                    | Margherita II di Hainaut   | Guglielmo I di Hainaut           |  |  |       |  |  |                        |  |  |                       |  |
|                              |                    | Margherita II di Hainaut   | Guglielmo I di Hainaut           |  |  |       |  |  |                        |  |  |                       |  |
|                              |                    | Margherita II di Hainaut   | Giovanna di Valois               |  |  |       |  |  |                        |  |  |                       |  |
| Margherita di Baviera        |                    | Margherita II di Hainaut   |                                  |  |  |       |  |  |                        |  |  |                       |  |
|                              |                    | Ludovico I il Giusto       | Boleslao III il Prodigo          |  |  |       |  |  |                        |  |  |                       |  |
|                              |                    | Ludovico I il Giusto       | Boleslao III il Prodigo          |  |  |       |  |  |                        |  |  |                       |  |
|                              |                    | Ludovico I il Giusto       | Margherita di Boemia             |  |  |       |  |  |                        |  |  |                       |  |
| Margherita di Brieg          |                    | Ludovico I il Giusto       |                                  |  |  |       |  |  |                        |  |  |                       |  |
|                              |                    | Agnese di Sagan            | Enrico IV il Fedele              |  |  |       |  |  |                        |  |  |                       |  |
|                              |                    | Agnese di Sagan            | Enrico IV il Fedele              |  |  |       |  |  |                        |  |  |                       |  |
|                              |                    | Agnese di Sagan            | Matilde di Brandeburgo-Salzwedel |  |  |       |  |  |                        |  |  |                       |  |
|                              |                    | Agnese di Sagan            |                                  |  |  |       |  |  |                        |  |  |                       |  |